# Joker médical
Le terme de joker médical, aussi appelé pigiste médical consiste en la possibilité offerte à un club de remplacer un joueur blessé par un autre joueur en dehors des périodes officielles de recrutement. 
Cette possibilité de remplacement existe dans plusieurs sports. En France, ceux-ci sont encadrés par les ligues organisant les compétitions. 

## Rugby à XV
- Joker médical[1] : En cas de blessure, d'une durée supérieure ou égale à 3 mois, d'un joueur sous contrat professionnel ou de formation, chaque club peut recruter, en dehors de la période de recrutement, 2 joueurs en qualité de joker au cours de la saison à l'exception des joueurs de 1re ligne (pilier, talonneur) qui peuvent être recrutés sans limitation de nombre.
- Joker Coupe du monde[2] : Depuis 2011, pendant les Coupes du monde de rugby à XV les clubs professionnels français peuvent recruter, temporairement, un ou plusieurs joueurs supplémentaires en remplacement des joueurs appelés dans leurs sélections internationales respectives. Pour avoir la possibilité de recruter un joker Coupe du monde, les clubs doivent avoir un minimum de deux joueurs convoqués en sélection nationale, cependant pour les postes de la première ligne seulement un joueur sélectionné suffit pour pouvoir avoir le droit d'avoir un joker Coupe du monde[3].

## Basket-ball
Les clubs de basket-ball professionnels en France ont recours à un "pigiste médical" afin de pallier l'indisponibilité sur blessure d'un des membres de l'équipe. Les clubs peuvent engager ce nouveau joueur pour une durée de 45 jours, renouvelable une deuxième fois avant de devoir prolonger le joueur jusqu'à la fin de la saison s'il s'avérait que la durée d'indisponibilité du joueur blessé s'avère plus longue. Les déclarations d'indisponibilité et de remplacement se font par écrit auprès de la Ligue nationale de basket-ball. Celle-ci peut demander une contre-expertise.  

## Handball
La Ligue nationale de handball possède également cette possibilité.